# Hypagyrtis exsuperata
Hypagyrtis exsuperata là một loài bướm đêm trong họ Geometridae.